# Laaspherhütte
Laaspherhütte (mundartlich Loaserhedde) ist ein Stadtteil von Bad Laasphe im nordrhein-westfälischen Kreis Siegen-Wittgenstein.

## Geographie
Die Ortschaft liegt im unteren Banfetal zwischen der Kernstadt Bad Laasphe und Herbertshausen. Die Entfernung zum Stadtkern beträgt ca. 2 km Luftlinie.

## Geschichte
Der Ortsname lässt sich auf ein Hüttenwerk zurückführen, das hier um 1580 oder früher betrieben wurde. Genaueres hierzu ist nicht bekannt. Im Gegensatz zu den im Zuge des Sauerland/Paderborn-Gesetzes im Jahre 1975 eingemeindeten Dörfern war Laaspherhütte bereits zuvor Bestandteil der Stadt (Bad) Laasphe.
Ein Einwohnerverzeichnis von 1532 belegt den Bestand einer Hütte namens Hütte vor dem Breitenbach. Als Hüttenschmiede werden die Brüder Hans und Hermann Nickel dort genannt.

## Verkehr
Laaspherhütte liegt an der Landesstraße 718, die Bad Laasphe und Dillenburg verbindet. Es verkehren Busse der Verkehrsgemeinschaft Westfalen-Süd.

## Kultur und Sehenswürdigkeiten
In der Nähe Laaspherhüttes befindet sich der Großgemeindestein, der den geographischen Mittelpunkt Bad Laasphes mit all seinen Stadtteilen darstellt. Er wurde 1975 errichtet und ist über verschiedene gekennzeichnete Wanderwege erreichbar. Des Weiteren endet hier der von Schülern des Bad Laaspher Gymnasiums im Jahre 1998 angelegte Planetenlehrpfad. Die Station des mittlerweile zum Zwergplaneten herabgestuften Pluto befindet sich in unmittelbarer Ortsnähe.